# 부제루
부제루(Buggerru)는 이탈리아 사르데냐 주 수드사르데냐도에 위치한 코무네로, 칼리아리에서 북서쪽으로 약 70 킬로미터 (43 mi), 카르보니아에서 북서쪽으로 약 30 킬로미터 (19 mi) 떨어져 있다.
데릭 저먼의 1976년 영화 세바스찬 (영화)는 코무네 근처에서 촬영되었다.
부제루는 다음 지방 자치체와 접해 있다: 플루미니마조레, 이글레시아스.

## 같이 보기
- 사르데냐 광업의 역사